# Selección de fútbol sub-21 de Alemania Democrática
La selección femenina de fútbol sub-21 de Alemania  era el equipo nacional de fútbol de la República Democrática Alemana. Tras el reajuste de las competiciones juveniles de la UEFA en 1976, se formó el equipo sub-21 de Alemania del Este. El equipo jugó hasta 1990, hasta que Alemania Oriental dejó de ser un país separado tras la reunificación de Alemania.
El equipo compitió en el Campeonato de la UEFA Sub-21. Dado que las reglas de la competencia sub-21 establecen que los jugadores deben tener 21 años o menos al comienzo de una competencia de dos años, técnicamente es una competencia sub-23. También se muestra el récord de Alemania del Este en las competiciones sub-23 precedentes.
Antes de la fusión de 1990, el equipo sub-21 de Alemania del Este tuvo un poco más de éxito que su homólogo occidental, terminando segundo en tres ocasiones. Los sub-21 de Alemania Occidental fueron subcampeones una vez y cuartofinalistas dos veces. 'Este' no pudo clasificarse siete veces, mientras que 'Oeste' falló cuatro veces y no entró en tres ocasiones. El entrenador del equipo inferior fue Walter Fritzsch, desde 1978 hasta 1991.

## Participaciones
- 1978: Subcampeón.
- 1980: Subcampeón.
- 1982: No calificó. Terminado tercero de 3 en el grupo de clasificación.
- 1984: No calificó. Terminó segundo de 4 en el grupo de clasificación.
- 1986: No calificó. Terminó tercero de 4 en el grupo de clasificación.
- 1988: No calificó. Terminó segundo de 4 en el grupo de clasificación.
- 1990: No calificó. Terminó segundo de 4 en el grupo de clasificación.